# Grève (équipement)
Pour les articles homonymes, voir Grève (homonymie).

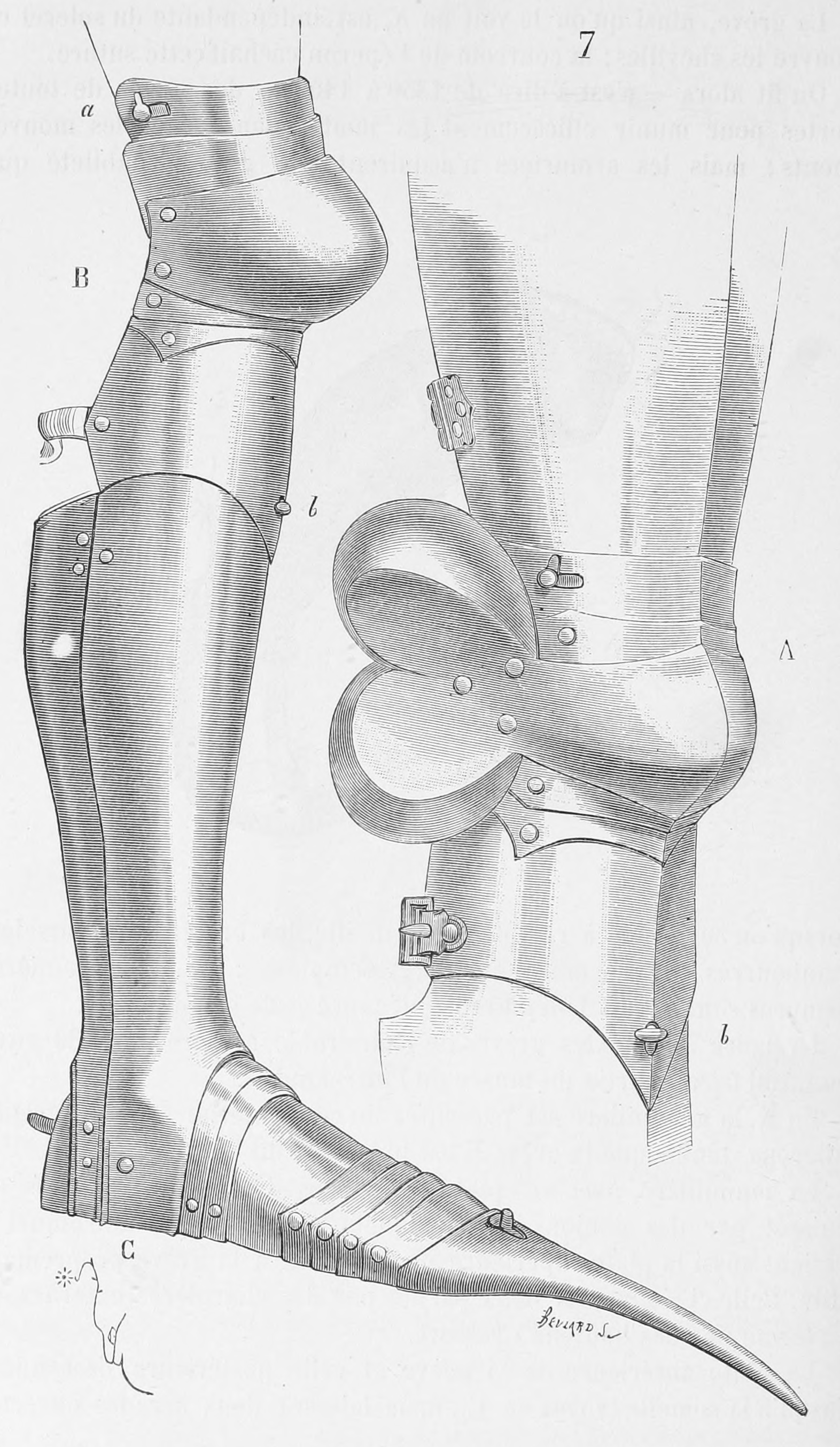
Exemple de grève, avec une genouillère. Dessin d'Eugène Viollet-le-Duc.

Les grèves sont des pièces d'armure protégeant le bas des jambes (tibias) entre le genou et le cou-de-pied.
Il s'agit de plates de fer, bouclées derrière les mollets à l'aide de trois courroies.
Leurs ancêtres sont les cnémides grecques, faits de cuivre mince et qui enveloppait le tibia, du genou au cou-de-pied en recouvrant en partie le mollet.
Une grève habillait également la jambe des genoux aux solerets. Les chausses de mailles adoptées pendant le XIIe siècle et le commencement du XIIIe préservant incomplètement les tibias, on les doubla de plates de fer bouclées derrière les mollets. Ces plates apparurent en même temps que les premières genouillères. Ces grèves attachées à l'aide de trois courroies passaient sous la genouillère conique el s'arrêtaient au-dessus du cou-de-pied recouvert aussi par une lame de fer.
Plus tard, on ajouta également une plate derrière la jambe pour protéger le mollet.